# Diamant cuafí
El diamant cuafí (Erythrura prasina) és un ocell de la família dels estríldids (Estrildidae).

## Hàbitat i distribució
Habita boscos, matolls i bambú als turons del nord-oest i nord-est de Tailàndia, nord i centre de Laos, Malaia, Sumatra, Borneo i Java.